# 稲田徹
稲田 徹（いなだ てつ、1972年7月1日 - ）は、日本の男性声優、ナレーター、プロレスラー。東京都八王子市出身。青二プロダクション所属。

## 略歴
青二塾東京校第14期卒業。
ラジオバラエティ番組『コサキンDEワァオ!』のリスナーであり、もりいくすおのモノマネがきっかけで『空飛ぶモンティ・パイソン』を見て声優を目指した。

## 人物・特色
音域はF - G（2オクターブと2度）。多数のアニメ、ドラマCD、ゲーム、テレビ等幅広く活躍している。

### 出演作品との関わり
「スーパーロボット大戦シリーズ」の熱狂的なファンで、『スーパーロボット大戦α外伝』の収録で『∀ガンダム』のハリー・オードを演じた際、ファンでアピールし、その縁でエルザム・V・ブランシュタイン（レーツェル・ファインシュメッカー）役をもらっている。
スパロボ公式ブログで相沢舞の記事にメッセージを送ったりすることもある。
「スーパー戦隊シリーズ」では悪の怪人、幹部役として出演することが多いが、数少ないヒーロー側のレギュラー出演として『特捜戦隊デカレンジャー』ではデカマスター / ドギー・クルーガー（通称ボス）、『魔進戦隊キラメイジャー』では魔進ハコブーの声を演じた。その中でもドギー役に対する惚れ込みは大きく、「地獄の番犬（ドギーの異名）」「碧牙（読みは「ベガ」。ドギーの愛刀「ディーソード・ベガ」に因んでいる）」のロゴ入りの帽子を特注で作ったほどであり、声を役のイメージに合わせるため、録音前に車中で大声で歌い、わざとかすれた感じの声を作ったともコメントしている。最終回のアフレコではあまりの思い入れに号泣したという。『海賊戦隊ゴーカイジャー』においてドギーを再演する際はアフレコに参加するだけでなく芝居を確認するという目的でロケーションも見学しており、スタッフをしてその思い入れを「火傷しそうなくらい熱い」と称されている。『海賊戦隊ゴーカイジャーVS宇宙刑事ギャバン THE MOVIE』への出演も（アトラクションショーにおいて、ドギーとギャバンが旧知の友である設定もあり）熱望していたが、ドギーまで絡めると尺が足りなくなるからと実現しなかった。放送終了後もデカレンジャーに対する情熱は多く、『忍風戦隊ハリケンジャー 10 YEARS AFTER』が発表された際にはその経緯などからデカレンジャーの10周年作品を作りたいとTwitterなどで度々発言し、『特捜戦隊デカレンジャー 10 YEARS AFTER』として実現した際にはプロットを提出するほどの熱意を見せた。デカピンクを演じた菊地美香が声優として活動するようになったのは稲田から音響監督に紹介したからだという。
以前からマーベル・シネマティック・ユニバースのファンであることを公言しており、『アベンジャーズ/エイジ・オブ・ウルトロン』に至っては日本国内での公開（2015年7月4日）が待ちきれず、公開日が全米と同じ（2015年5月1日）米軍基地内の映画館にパスポートを使って見に行った。第26作となる『エターナルズ』ではギルガメッシュの日本語版キャストを担当しており、『エターナルズ』公開に先駆けて開催されたイベントではMARVELヒーローを演じられた喜びを爆発させる一幕もあった。

### 趣味・嗜好
好きな食べ物は麦とろ。
資格・免許は普通自動車免許。趣味はドライブ、格闘技観戦。
かつての愛車の名前は「アマンダ」（前述のハリー・オードの妻の名前）であった。
自身もゲスト出演した『海賊戦隊ゴーカイジャー』の放映時には、ヒロインのアイム・ド・ファミーユ / ゴーカイピンクおよびそれを演じる小池唯への愛をTwitterで語っていた。
出演作のイベントには演じたキャラクターのコスプレで出演することもある。『キルラキル』の上映会イベントでは「蟇郡苛」の姿で登場した。
演目としてはいわゆる「熱い」作品を好む。

### プロレスとの関わり
幼いころからのプロレスファンであり、一時はプロレスラーを志していたが膝の怪我により断念した。それでもプロレスへの情熱と憧れを持ち続けており、プロレスラーキャラクターの役などプロレス関連の作品には特別な思いを持って臨むという。
『旗揚!けものみち』ではDDTプロレスリングとのコラボで誕生したアニメオリジナルキャラクター「MAO」を演じ、DDTプロレスとアニメのコラボ企画として開催されたイベントマッチではMAOの声としてリング下で生アテレコをこなしただけでなく、前説でリングに上がり、コーナーポストに登った状態でプロのリングアナに名前をコールされて観客の喝采を浴びるという本職のプロレスラーさながらの体験をした。
DDTプロレスリングの2021年2月に行われた興行「KAWASAKI STRONG 2021」より後楽園ホール以上の規模で行われる大会における煽りVのナレーションを担当。
2021年9月1日、ひらがなまっする5の後楽園ホール大会でリングデビュー。リモートプロレスに参戦したが、最後は村田晴郎と生身で対戦、乱入してきた翔太にラストライドで勝利しデビュー戦を白星で飾った。その後2022年9月9日のひらがなまっする7を最後にプロレスラーとしての活動を引退した。
2025年1月18日、DDTプロレスリングクラブeX大会を観戦中にアイアンマンヘビーメタル級王者のポイズン澤田JULIEに勝利、第1708代王者となる。王者になると、声優仕事の現場や青二プロダクションの新年会などにもベルトを持ち込み、「アイアンマンvs声優シリーズ」と称して同業の声優達にベルトを持たせ、その様子を自身のXのアカウントでポストしている（新谷真弓のみ、ベルトへの敬意から持つことを拒否している）。同年2月2日、阿佐ヶ谷ロフトAで行なわれた自身のトークイベント「第1708代アイアンマンヘビーメタル級王座戴冠記念 『チャンピオン稲田徹、プロレス愛を語る』」で、ゲストでアニメ監督の黒川智之のコブラツイストにタップしてしまい王座陥落。すぐさまスリーパーホールドで黒川を締め上げてタップを奪い返すが、タオルを用いていたため王座がタオルに移動するというミスを犯してしまう。しかし、すかさずエルボードロップからの体固めでタオルからフォールを奪取、第1711代王者となり王座に返り咲く。同年2月（日時不詳）、第1711代王者としてABEMAの声優バラエティ番組「声優と夜あそび 繋」にゲスト出演、番組内で次々と王座が移動したが、最終的には第1730代王者として王座を奪還した（番組内で7度戴冠）。同年2月15日、大阪にあるプロレスBARカウント2.99で行なわれる自身のトークイベント「チャンピオン稲田徹、プロレス愛を語る（大阪編）」に出演するために東海道新幹線のぞみ号で移動中、らくの子守り歌でKOされてしまい王座陥落。このままでは王者としてトークイベントに出られないというピンチに陥るが、同日に行なわれた東京女子プロレスアゼリア大正ホール大会のバックステージで、高木三四郎により第1733代王者となっていたメカフィストから体固めでフォールを奪取、第1734代王者となって再び王座に返り咲き、トークイベントには王者として無事出演した。なお、トークイベント中に青二プロダクションの社長と専務が来店するというサプライズもあった。同年2月24日、勝俣瞬馬にスプレー攻撃からの体固めでフォールを獲られ王座陥落、失陥したまま日を終えた。（「声優と夜あそび 繋」が1日でまとめて収録されていた場合）1月18日より続いていた、「アイアンマンヘビーメタル級王者として日付を跨いだ連続日数」は37日でストップした。

## 出演
太字はメインキャラクター。

### 劇場アニメ
1999年
- ザ☆ドラえもんズ おかしなお菓子なオカシナナ?（コゲロボ3号）
- 遊☆戯☆王（部下）

2001年
- ONE PIECE ねじまき島の冒険（ダニー）
- ONE PIECE ジャンゴのダンスカーニバル（大佐）

2002年
- 劇場版∀ガンダム I・II（ハリー・オード） - 2作品
- シックス・エンジェルズ（サム・キャニオン）
- BLUE GENDER THE WARRIOR（ユンの父）

2003年
- ONE PIECE THE MOVIE デッドエンドの冒険（ポーゴ）

2004年
- APPLESEED（レイトン）
- スチームボーイ（ジェイソン）
- ONE PIECE 呪われた聖剣（親玉）

2005年
- 劇場版ツバサ・クロニクル 鳥カゴの国の姫君（黒鋼）
- ロックマンエグゼ 光と闇の遺産（将軍）

2007年
- 劇場版BLEACH The DiamondDust Rebellion もう一つの氷輪丸（狛村左陣）
- ONE PIECE エピソードオブアラバスタ 砂漠の王女と海賊たち（Mr.1）

2008年
- 劇場版BLEACH Fade to Black 君の名を呼ぶ（狛村左陣）
- 真救世主伝説 北斗の拳 ケンシロウ伝（ガデス）
- HIGHLANDER ハイランダー 〜ディレクターズカット版〜（フレディ）

2009年
- 劇場版イナズマイレブン 最強軍団オーガ襲来（角馬王将）
- 劇場版 マクロスF 虚空歌姫〜イツワリノウタヒメ〜（中年）
- 天上人とアクト人最後の戦い（ガス）

2011年
- 劇場版 マクロスF 恋離飛翼〜サヨナラノツバサ〜（中年）

2012年
- 劇場版イナズマイレブンGO vs ダンボール戦機W（角馬王将）

2013年
- AURA 〜魔竜院光牙最後の闘い〜（白衣）

2014年
- イナズマイレブン 超次元ドリームマッチ（角馬王将）
- 劇場版 カードファイト!! ヴァンガード ネオンメサイア（新城テツ）

2015年
- ドラゴンボールZ 復活の「F」（シサミ）

2017年
- 劇場版 黒子のバスケ LAST GAME（ジェイソン・シルバー）
- 劇場版 Fate/stay night [Heaven's Feel] I - III（2017年 - 2020年、真アサシン） - 3作品

2018年
- えんぎもん（ダルマ団長）
- モンスターストライク THE MOVIE ソラノカナタ（呂布）
- ドラゴンボール超 ブロリー（ナッパ）

2019年
- 劇場版総集編【前編】メイドインアビス 旅立ちの夜明け（ハボルグ）
- プロメア（バリス・トラス）
- ONE PIECE STAMPEDE（リッチー）
- 映画 この素晴らしい世界に祝福を!紅伝説（荒くれ者）
- 僕のヒーローアカデミア THE MOVIE ヒーローズ:ライジング（エンデヴァー〈轟炎司〉）

2020年
- メイドインアビス 深き魂の黎明（ハボルグ）
- Gのレコンギスタ II - IV（2020年 - 2022年、ガランデン艦長、ガヴァン・マグダラ） - 3作品
- モンスターストライク THE MOVIE ルシファー 絶望の夜明け（ガウェイン）
- 劇場版 Fate/Grand Order -神聖円卓領域キャメロット-（2020年 - 2021年、呪腕のハサン） - 前後編

2021年
- クレヨンしんちゃん 謎メキ!花の天カス学園（番長）

2022年
- THE FIRST SLAM DUNK（堀田徳男）

2023年
- グリッドマン ユニバース（アレクシス・ケリヴ、ダークファウスト）

2024年
- 範馬刃牙VSケンガンアシュラ（関林ジュン）
- 僕のヒーローアカデミア THE MOVIE ユアネクスト（エンデヴァー）
- 劇場版 オーバーロード 聖王国編（水精霊大鬼）

2025年
- 機動戦士ガンダム 鉄血のオルフェンズ ウルズハント -小さな挑戦者の軌跡-（ローム・ザン）

### OVA
1994年
- マクロスプラス

1998年
- 銀河英雄伝説外伝 千億の星、千億の光（サンバーグ）
- 真（チェンジ!!）ゲッターロボ 世界最後の日（防寒服の男）
- BE-BOP-HIGHSCHOOL（天保不良）

1999年
- メルティランサー The Animation（観測船オペレーター ア、ガード・タ）

2000年
- 機動戦士ガンダム I・III 特別版（ワッケイン） - 2作品

2001年
- GUNDAM EVOLVE 1 RX-78-2 GUNDAM（通信音声）

2002年
- ナースウィッチ小麦ちゃんマジカルて（教師）

2004年
- インタールード（マスター）
- 土方歳三 白の軌跡（近藤勇）

2005年
- スーパーロボット大戦ORIGINAL GENERATION THE ANIMATION（レーツェル・ファインシュメッカー）

2006年
- アンパンマンとはじめよう! わかるかな いろ・かたち（ピラミッドの壁）

2007年
- ツバサ TOKYO REVELATIONS（黒鋼）

2008年
- 聖闘士星矢 冥王ハーデスエリシオン編（シルフィード）
- BLEACH カラブリ! 護廷十三屋台大作戦!（狛村左陣）

2009年
- ツバサ 春雷記（黒鋼）
- トミカわいわいDVDはたらくトミカへん（ブル、リッチモント市長、ヤッシー隊員）
- TO（パイロット）

2010年
- クイズマジックアカデミー（サンダース）
- ドラゴンボール 超サイヤ人絶滅計画（スラッグ）
- トミカわいわいDVDトミカボーイズへん（ブル、リッチモント市長、鬼コーチ）
- ONE PIECE FILM STRONG WORLD EPISODE:0（ブロギー）

2011年
- コイ☆セント（アニキ）
- .hack//Quantum（ギルドメンバー）

2013年
- 参乗合体 トランスフォーマーGo!（ブドーラ）

2014年
- チェインクロニクル 〜ショートアニメ〜（グレッグ、ドドガル）

2015年
- ストライク・ザ・ブラッド ヴァルキュリアの王国篇（ルーカス・リハヴァイン）

2018年
- イナズマイレブン Reloaded（角馬王将）

2021年
- Fate/Grand Carnival（チャールズ・バベッジ）

### Webアニメ
2001年
- ブラック・ジャック（ランプ、医者、試験官、警部）

2015年
- ロボットガールズZ プラス（流竜馬）

2016年
- イナズマイレブン アウターコード（2016年 - 2017年、実況、鬼道の父）
- ポケモンジェネレーションズ（ウシオ）

2017年
- モンストアニメ（不動明王）

2018年
- ロボットガールズNEO（ナレーション）

2019年
- 愛姫 MEGOHIME（2019年 - 2021年、秀吉 HIDEYOSHI）
- ケンガンアシュラ（関林ジュン） - 2シリーズ

2021年
- 天空侵犯（ライダー仮面）
- 俺、つしま（父）
- スーパー・クルックス（ロディ・ディーゼル）

2022年
- テルマエ・ロマエ ノヴァエ（蛮族）
- スプリガン（ボー・ブランシェ）

2023年
- Fate/Grand Order 藤丸立香はわからない（呪腕のハサン、ニコラ・テスラ、ウィリアム・シェイクスピア）
- ヤキトリ（ジョンドゥ）
- 終末のワルキューレII（波旬）

2024年
- 餓狼伝: The Way of the Lone Wolf（丹波文七）
- ライジングインパクト（荒井大地） - 2シリーズ

### ゲーム
1997年
- 真・三國無双シリーズ（1997年 - 2025年、呂布、黄蓋） - 25作品
- ラングリッサーIV（邪神ゲンドラシル、アルダン将軍）

1998年
- バトルトライスト

1999年
- グローランサー（ベルガー）
- ゲッターロボ大決戦!（大道剴）
- 聖少女艦隊バージンフリート（ガウロン警部）

2000年
- SDガンダム GGENERATION（2000年 - 2020年、ハリー・オード、ブルム・ブロックス〈OVER WORLD - 〉、バラック・ジニン、マイキャラクターボイス壮年4〈OVER WORLD〉） - 10作品
- センチメンタルグラフティ2（岩本健）
- テイルズ オブ エターニア（イフリート）
- 北斗の拳 世紀末救世主伝説（ライガ、ヒルカ）

2001年
- 犬夜叉（満天）
- くるくるまるまる（ボンネット）
- サモンナイト2（ジャキーニ、カラウス）
- スーパーロボット大戦α外伝（ハリー・オード）
- セガガガ（A研部長、B研部長、アナウンサー）
- From TV animation ONE PIECE とびだせ海賊団!（パティ、プリンプリン）
- 松本零士999 〜Story of Galaxy Express 999〜（ゼロニモ）
- METAL GEAR SOLID2 sons of liberty
- レスキューヘリ エアレンジャー（ボブ）

2002年
- キン肉マンII世 正義超人への道（MAXマン、デッド・シグナル、キン肉アタル）
- キン肉マンII世 新世代超人VS伝説超人（リザルトアナウンス）
- グランディア エクストリーム（ジェイド）
- 三國志戦記 / 2（2002年 - 2003年、呂布、張飛、厳顔、劉度） - 2作品
- ジョジョの奇妙な冒険 黄金の旋風（アバッキオ）
- スーパーロボット大戦IMPACT（ムゲ・ゾルバドス）
- ゼノサーガ エピソードI［力への意志］（ユキヒラ・トガシ）
- テイルズ オブ ファンダム Vol.1（イフリート、ボブ）
- パックマンワールド2（パックレンジャー）
- フーリガン〜君のなかの勇気〜（モジュラー元帥）
- From TV animation ONE PIECE グランドバトル!2（Mr.1、プロギー）
- やきとり娘〜スゴ腕繁盛記〜（譲二）
- ラブ★スマッシュ!（レフトフック・スミス）
- レスキューヘリ エアレンジャー2（ボブ）
- ロックマンゼロ（ファントム）

2003年
- ヴィーナス&ブレイブス〜魔女と女神と滅びの予言〜（オルガ）
- 兎-野性の闘牌- 山城麻雀編（田中権左ェ門）
- エグザスケルトン（アーサー・D・カニンガム）
- 機動戦士ガンダム めぐりあい宇宙（ワッケイン）
- キャッスルヴァニア 〜暁月の円舞曲〜（グラハム・ジョーンズ、ハマー）
- クイズマジックアカデミー（サンダース）
- グローランサーIV（ディライン、G・ミュンツァー）
- ザ・キング・オブ・ファイターズ EX2 〜HOWLING BLOOD〜（大神零児）
- サモンナイト3（ジャキーニ）
- スーパーロボット大戦シリーズ（2003年 - 2018年、一般兵） - 7作品
- 第2次スーパーロボット大戦α（レーツェル・ファインシュメッカー 他）
- テイルズ オブ シンフォニア（イフリート）
- From TV animation ONE PIECE オーシャンズドリーム!（Mr.1）
- ゆめりあ（先生）

2004年
- 青い涙（京太郎）
- イリスのアトリエ エターナルマナ（ムル）
- ウルトラマン（ウルトラマン）
- AIRFORCE DELTA 〜BLUE WING KNIGHTS〜（リック・キャンベル、セルゲイ・キンスキー、ジェイク・エマーソン）
- キン肉マン ジェネレーションズ（悪魔将軍、リザルトアナウンス）
- 桜坂消防隊（本条雄一郎）
- スーパーロボット大戦GC / XO（2004年 - 2006年、ワッケイン、ザクロン、ヌビア教団員） - 2作品
- ゼノサーガ フリークス（ユキヒラ・トガシ）
- ゼノサーガ エピソードII［善悪の彼岸］（ユキヒラ・トガシ）
- みんなのGOLFポータブル（マスター）
- METAL GEAR SOLID 3 SNAKE EATER
- ロックマンゼロ3（ファントム）
- ONE PIECE ランドランド!（ブロギー、Mr.1）

2005年
- 悪魔城ドラキュラ 蒼月の十字架（ユリウス・ベルモンド、ハマー）
- 兎-野性の闘牌- ONLINE（田中権左ェ門）
- OZ -オズ-（ヴィティス）
- 餓狼伝 Breakblow（グレート巽、泉宗一郎、片岡輝夫）
- 魁!!男塾（羅刹）
- スターフォックス アサルト（パンサー・カルロッソ）
- 第3次スーパーロボット大戦α 終焉の銀河へ（レーツェル・ファインシュメッカー、ムゲ・ゾルバドス、オーメ財団兵）
- テイルズ オブ レジェンディア（エド・カーチス、イフリート）
- 天外魔境III NAMIDA（烈火の明王）
- NAMCO x CAPCOM（ベラボーマン）
- FRONT MISSION5 Scars of the War（ランディ・オニール）
- ONE PIECE グラバト! RUSH（Mr.1、リッチー、パティ）
- ONE PIECE パイレーツカーニバル（ブロギー、パティ、ザンバイ）

2006年
- 英雄伝説 空の軌跡FC（ジン・ヴァセック）※PSP版のみ
- 英雄伝説 空の軌跡SC（ジン・ヴァセック）
- エーデルワイス（八神裕）
- ガンパレード・オーケストラ（谷口竜馬）
- キン肉マン マッスルジェネレーションズ（悪魔将軍、ゴールドマン）
- キン肉マン マッスルグランプリ（悪魔将軍）
- キン肉マン マッスルグランプリMAX（悪魔将軍）
- ゼノサーガI・II（ユキヒラ・トガシ）
- ゼノサーガ エピソードIII［ツァラトゥストラはかく語りき］（ユキヒラ・トガシ）
- テイルズ オブ ファンタジア-フルボイスエディション-（ブラムバルド・ミレネー）
- 天地の門2 武双伝（エジエン・ザーン）
- BLEACH DS 蒼天に駆ける運命（狛村左陣）
- マブラヴ オルタネイティヴ 全年齢版（珠瀬 玄丞斎）
- METAL GEAR SOLID Portable OPS（スコウロンスキー）
- ロックマンゼクス（モデルP、トン）

2007年
- 英雄伝説 空の軌跡 the 3rd（ジン・ヴァセック）
- 株トレーダー瞬（立花、八百屋タイチ）
- 餓狼伝 Breakblow Fist or Twist（グレート巽、泉宗一郎、片岡輝夫）
- 機動戦士ガンダム MS戦線0079（兵士）
- キン肉マン マッスルグランプリ2（悪魔将軍）
- シャイニング・ウィンド（ロウエン）
- スーパーロボット大戦OG ORIGINAL GENERATIONS（エルザム・V・ブランシュタイン / レーツェル・ファインシュメッカー）
- スーパーロボット大戦OG外伝（エルザム・V・ブランシュタイン / レーツェル・ファインシュメッカー）
- テイルズ オブ ファンダム Vol.2（イフリート）
- 悠久ノ桜（横井史郎）
- Fate/stay night [Realta Nua]（真アサシン）
- フェイト/タイガーころしあむ（真アサシン）
- 無双OROCHI（呂布、黄蓋）
- Wonderland ONLINE（クリフ）

2008年
- 仮面ライダーバトル ガンバライド（仮面ライダー1号）
- キン肉マン マッスルグランプリ2 特盛（悪魔将軍）
- 幻想水滸伝ティアクライス（ダイアルフ）
- ジグソーワールド 〜大激闘!ジグバトル・ヒーローズ〜（ジャスティガー）
- シグマ ハーモニクス（ディクソン）
- スーパーロボット大戦Z（ハリー・オード、百鬼兵、百人衆）
- Scarlett 〜日常の境界線〜（別当和泉九郎スカーレット）
- 大乱闘スマッシュブラザーズX（パンサー・カルロッソ）
- テイルズ オブ ヴェスペリア（フェロー、イフリート）
- ヴァンテージマスターポータブル（ジン）
- ファンタシースターZERO（オギ）
- ポイズンピンク（ローグ）
- マクロスエースフロンティア（パイロット男B）
- 無限のフロンティア スーパーロボット大戦OGサーガ（守天、エイゼル・グラナータ）
- 無双OROCHI 魔王再臨（呂布、黄蓋）
- ユグドラ・ユニオン（バルドゥス）
- ルーンファクトリー2（ゴードン、ブライ）

2009年
- R-TYPE TACTICS II -Operation BITTER CHOCOLATE-（男性主人公）
- イナズマイレブン2 脅威の侵略者（火来伸蔵）
- コール オブ デューティ モダン・ウォーフェア2（シェパード将軍）
- スーパーロボット大戦NEO（邪竜兵）
- ドラゴンボール レイジングブラスト（ナッパ）
- バンブーブレード 〜"それから"の挑戦〜（石橋賢三郎）
- ホッタラケの島 カナタと虹色の鏡（謎の住人）
- マクロスアルティメットフロンティア（ゲイリー・マードック）
- 無双OROCHI Z（呂布、黄蓋）
- レイジングストーム（2009年 - 2010年）

2010年
- 悪魔城ドラキュラ ハーモニー オブ ディスペアー（ユリウス・ベルモンド）
- Another Century's Episode:R
- イナズマイレブン3 世界への挑戦!!（角馬王将）
- Angelic Crest（ダール）
- 仮面ライダーバトル ガンバライド カードバトル大戦（仮面ライダー1号）
- 機動戦士ガンダム エクストリームバーサス（2010年 - 2016年、ハリー・オード） - 4作品
- 斬撃のREGINLEIV（ハーゲン）
- シグマ ハーモニクス コーダ（ディクソン）
- シャイニング・ハーツ（アイザック）
- STORM LOVER（酒井源治、滝沢雅史）
- 戦国BASARA3（立花宗茂）
- テイルズ オブ ファンタジア なりきりダンジョンX（イフリート）
- ドラゴンボール タッグバーサス（ナッパ）
- ドラゴンボール レイジングブラスト2（ナッパ）
- 無限のフロンティアEXCEED スーパーロボット大戦OGサーガ（エイゼル・グラナータ、ロック・アイ）
- メタルファイト ベイブレード ポータブル 超絶転生! バルカンホルセウス（セト）
- ONE PIECE ギガントバトル!（Mr.1）

2011年
- イナズマイレブンGO シャイン/ダーク（角馬王将）
- 英雄伝説 碧の軌跡（シグムント・オルランド）
- オール仮面ライダー ライダージェネレーション（仮面ライダー1号 他）
- 仮面ライダー クライマックスヒーローズ フォーゼ（仮面ライダー1号）
- スーパー戦隊バトル ダイスオーDX（デカマスター、ダイヤジャック）
- 戦国BASARA3 宴（立花宗茂）
- 第2次スーパーロボット大戦Z 破界篇 / 再世篇（2011年 - 2012年、ハリー・オード、バラック・ジニン、ムゲ・ゾルバドス 他） - 2作品
- ドクターロートレックと忘却の騎士団（ギュスタフ・ブロッケンシュタイン）
- ドラゴンボール改 アルティメット武闘伝（ナッパ）
- ドラゴンボールヒーローズ（2011年 - 、ナッパ〈2代目〉、トーマ、ルード、黒煙の龍、シサミ）
- 日常〈宇宙人〉（高崎先生）
- FAIRY TAIL PORTABLE GUILD 2（ブレイン、ナイトメア）
- MARVEL VS. CAPCOM 3 Fate of Two Worlds（アーサー）
- マクロストライアングルフロンティア（ゲイリー・マードック）
- 無双OROCHI 2（呂布、黄蓋）
- ONE PIECE ギガントバトル! 2 新世界（Mr.1）
- ONE PIECE ワンピーベリーマッチW（Mr.1、ジーザス・バージェス）

2012年
- アーシャのアトリエ 〜黄昏の大地の錬金術士〜（フレッド・ロッドフォーク）
- イナズマイレブンGO2 クロノ・ストーン ネップウ/ライメイ（関羽、角馬王将、兵馬俑）
- オール仮面ライダー ライダージェネレーション2（仮面ライダー1号）
- 仮面ライダー 超クライマックスヒーローズ（仮面ライダー1号）
- 幻想水滸伝 紡がれし百年の時（バタムハタン、サティヤカ）
- CODE OF PRINCESS（怒羅拳・T・牙）
- シャイニング・ブレイド（フェンリル、伯爵）
- 新・光神話 パルテナの鏡（ラーズ、オーラムラーズ）
- 真・北斗無双（デビルリバース、赤鯱）
- スーパーロボット大戦OGサーガ 魔装機神 THE LORD OF ELEMENTAL（ゲリ）
- スーパーロボット大戦OGサーガ 魔装機神II REVELATION OF EVIL GOD（ゲリ、ドレップ・フィールズ）
- 第2次スーパーロボット大戦OG（レーツェル・ファインシュメッカー）
- 東京バベル（ベリアル）
- NEWラブプラス（図書委員の顧問の先生）
- PROJECT X ZONE（アーサー）
- 真剣で私に恋しなさい!!R（板垣竜兵）
- 無双OROCHI2 Special（呂布、黄蓋）
- 無双OROCHI2 Hyper（呂布、黄蓋）
- ワンピース ROMANCE DAWN 冒険の夜明け（Mr.1、パティ）
- ONE PIECE ワンピーベリーマッチIC（ブロギー）

2013年
- イナズマイレブンGO ギャラクシー ビッグバン/スーパーノヴァ（イレイド・オビエス、タムガン・ジャー、角馬王将）
- カードファイト!! ヴァンガード ライド トゥ ビクトリー!!（新城テツ）
- ガイストクラッシャー（竜紋）
- カオス ヒーローズ オンライン（キングジェイ）
- 仮面ライダーバトル ガンバライジング（仮面ライダー1号〈バッチリカイガン3弾まで〉）
- 機装猟兵ガンハウンドEX（???）
- シャイニング・アーク（ジンガ）
- スーパーロボット大戦OG INFINITE BATTLE（エルザム・V・ブランシュタイン / レーツェル・ファインシュメッカー）
- スーパーロボット大戦OGサーガ 魔装機神III PRIDE OF JUSTICE（ゲリ ほか）
- スーパーロボット大戦OG ダークプリズン（クェパロク・ナーモ）
- スーパーロボット大戦UX（沢渡拓郎、中年〈マクロスF〉）
- テイルズ オブ シンフォニア ユニゾナントパック（イフリート）
- HEROES' VS（ストラガイア）
- マブラヴ オルタネイティヴ トータル・イクリプス（クリストファー少佐）
- 無双OROCHI2 Ultimate（呂布、黄蓋）

2014年
- 英雄伝説 碧の軌跡 Evolution（シグムント・オルランド）
- GUILTY GEAR Xrd -SIGN-（レオ＝ホワイトファング）※DLC追加キャラクター
- シャイニング・レゾナンス（トリシューラ）
- スーパーヒーロージェネレーション（仮面ライダー1号）
- スーパーロボット大戦OGサーガ 魔装機神F COFFIN OF THE END（ゲリ ほか）
- 戦国BASARA4（立花宗茂）
- 戦国無双 Chronicle 3（呂布）
- 第3次スーパーロボット大戦Z 時獄篇 / 天獄篇（赤城龍之介）
- 大乱闘スマッシュブラザーズ for Wii U（パンサー・カルロッソ）
- ヒーローバンク（金形鉄之助）
- ヒーローバンク2（金形鉄之助）
- ブレードアークス from シャイニング（フェンリル、アイザック）
- ONE PIECE 超グランドバトル! X（ジーザス・バージェス）
- ONE PIECE ワンピースキングス（Mr.1）

2015年
- 英雄伝説 空の軌跡FC Evolution（ジン・ヴァセック）
- GUILTY GEAR Xrd -REVELATOR-（レオ＝ホワイトファング）
- グランブルーファンタジー（2015年 - 2024年、ファスティバ） - 3作品
- スーパーロボット大戦BX（ケドラ、ドレイク軍兵士、ビショット軍兵士）
- 戦国BASARA4 皇（立花宗茂）
- タイムクライシス5（ロバート・バクスター）
- デジモンストーリー サイバースルゥース（ガンクゥモン）
- DEAD OR ALIVE 5 LAST ROUND（雷道）
- ドラゴンボールZ 超究極武闘伝（ナッパ）
- ドラゴンボール ゼノバース（ナッパ）
- Fate/Grand Order（2015年 - 2025年、武蔵坊弁慶、ウィリアム・シェイクスピア、呪腕のハサン、ニコラ・テスラ、チャールズ・バベッジ） - 2作品
- ブレードアークス from シャイニングEX（フェンリル、アイザック）
- ブレイブリーセカンド（クー・フーリン）
- ロストヒーローズ BONUS EDITION / 2（仮面ライダー1号） - 2作品
- Hearthstone: ハースストーン（ガロッシュ・ヘルスクリーム）
- ワンピース 海賊無双3 / 4（2015年 - 2020年、Mr.1 / ダズ・ボーネス、ジーザス・バージェス） - 2作品

2016年
- オール仮面ライダー ライダーレボリューション（仮面ライダー1号）
- カードファイト!! ヴァンガードG ストライド トゥ ビクトリー!!（新城テツ）
- スーパーロボット大戦OG ムーン・デュエラーズ（レーツェル・ファインシュメッカー）
- 戦国BASARA 真田幸村伝（立花宗茂）
- ドラゴンボール ゼノバース2（ナッパ）
- ドラゴンボールフュージョンズ（ナッパ）
- Mighty No. 9（サイズミック）

2017年
- ガンダムバーサス（ハリー・オード）
- スーパーロボット大戦V（ジオン兵）
- ゼノブレイド2（ビャッコ）
- 旋光の輪舞2（ジャイルズ・ヒッツフェルト）
- 遥かなる異郷グランヴィリア（ウォルフ）
- 東京放課後サモナーズ（タンガロア、サンダーバード）
- 無双☆スターズ（呂布）
- Shadowverse（バルバロッサ、マジックガンハンター）

2018年
- ドラゴンボール ファイターズ（ナッパ）
- ドラゴンボール レジェンズ（ナッパ、トーマ）
- 無双OROCHI 3（呂布、黄蓋）
- 機動戦士ガンダム エクストリームバーサス2（2018年 - 2025年、ハリー・オード） - 4作品
- CARAVAN STORIES（ランヴォルド）
- 大乱闘スマッシュブラザーズ SPECIAL（パンサー・カルロッソ）
- アークザラッド R（バルダ）

2019年
- リボルバーズエイト（はだかの王様）
- DEAD OR ALIVE 6（雷道）
- スーパーロボット大戦T（ラグナヤル・ディンハーリッシュ 他）
- スーパードラゴンボールヒーローズ ワールドミッション（ナッパ、トーマ、ルード、黒煙の龍、シサミ）
- 戦国BASARA バトルパーティー（立花宗茂）
- キルラキル ザ・ゲーム -異布-（蟇郡苛）
- アルカ・ラスト 終わる世界と歌姫の果実（ウーヤ）
- VARIOUS DAYLIFE（オライオン・クルス）
- クロス×ロゴス（地竜）
- スーパーロボット大戦X-Ω（レーツェル・ファインシュメッカー）
- ブレイドエクスロード（ヘリオス・ガルグレイヴ）
- ワールドフリッパー（レオン）
- ヴァンガード ZERO（新城テツ）

2020年
- ドラゴンボールZ カカロット（ナッパ、トーマ）
- ジョジョのピタパタポップ（タルカス）
- この素晴らしい世界に祝福を! ファンタスティックデイズ（荒くれ者）
- ONE PUNCH MAN A HERO NOBODY KNOWS（阿修羅カブト）
- 僕のヒーローアカデミア One's Justice 2（エンデヴァー）
- インディヴィジブル 闇を祓う魂たち（クルーエル）
- ライブ・ア・ヒーロー!（トウシュウ）
- 真・女神転生III NOCTURNE HD REMASTER
- ドラゴンクエスト ライバルズ（忠臣サンチョ）

2021年
- ラクガキ キングダム（グランディ・ドラゴ）
- Re:ゼロから始める異世界生活 偽りの王選候補（マーコス）
- 僕のヒーローアカデミア ULTRA IMPACT（エンデヴァー）
- GUILTY GEAR -STRIVE-（レオ＝ホワイトファング）
- 英雄伝説 黎の軌跡（ジン・ヴァセック）
- 鬼滅の刃 ヒノカミ血風譚（蜘蛛の鬼〈父〉）
- スーパーロボット大戦30（2021年 - 2022年、ドロテオ・マルドネス、アレクシス・ケリヴ、レーツェル・ファインシュメッカー 他）
- 真・女神転生V（ソー）

2022年
- TRANSFORMERS ALLIANCE（グリムロック、ボーンクラッシャー）
- ライブアライブ（保安官、ホル・ビショップ）
- ゼノブレイド3（ワイ）
- ガールフレンド（仮）（悪おねぇ男）
- 鋼の錬金術師 MOBILE（ロア）
- ヴァルキリーエリュシオン（イーゴン）
- 英雄伝説 黎の軌跡 II -CRIMSON SiN-（ジン・ヴァセック）
- 機動戦士ガンダム 鉄血のオルフェンズG（ローム・ザン）

2023年
- ONE PIECE ODYSSEY（ジーザス・バージェス）
- スーパーロボット大戦DD（2023年 - 2025年、バラック・ジニン、クピリダス、レーツェル・ファインシュメッカー）
- 共闘ことばRPG コトダマン（エンデヴァー）

2024年
- 真・女神転生V Vengeance（ソー）
- ポケモンマスターズEX
- 護縁（ドリン・テンプウ）
- 銀河英雄伝説 Die Neue Saga（フリッツ・ヨーゼフ・ビッテンフェルト）
- ドラゴンボール Sparking! ZERO（ナッパ）
- メタファー:リファンタジオ（グライアス）
- FARMAGIA（コルプス）
- ドラゴンクエストIII そして伝説へ…（HD-2D版）

2025年
- BLEACH Rebirth of Souls（狛村左陣）
- 空の軌跡 the 1st（ジン・ヴァセック）

### ドラマCD
- 英雄伝説 空の軌跡 ドラマCD（ジン・ヴァセック）
  - 〜去り行く決意〜
  - 〜ウロボロス・レポート〜
- 俺たちに翼はない ドラマCD 2nd season イメージソングアルバム（伊丹伽楼羅、2009年12月9日）
- クラッシャーカズヨシ <ハイスクール編>（先生）
- 劇場版 Fate/Grand Order -神聖円卓領域キャメロット- 後編 Paladin; Agateram 豪華版パンフレット付属「Character Radio CD」（2021年、呪腕のハサン）
- GetBackers-奪還屋- 永遠の絆を奪り還せ!編2 〜Bug's Karma〜（秋木劉邦）
- ケモノキングダム 〜ZOO〜（ゴリラ）
- 幻想水滸伝II（クルガン）
- これはゾンビですか?（ゴリラ）
- 魁!!クロマティ高校 特別編（前田彰）
- G線上の魔王 サウンドドラマ-償いの章- 第二巻（浅井権三）
- 新新宿駅企画課 あるぷすひろば（関空ラピート、ナレーター）
- スーパーロボット大戦α ORIGINAL STORY（エルザム・V・ブランシュタイン）
- スーパーロボット大戦 ORIGINAL GENERATION THE SOUND CINEMA（レーツェル・ファインシュメッカー）
- スーパーロボット大戦OG ジ・インスペクター ドラマCD VOL.1、VOL.2（レーツェル・ファインシュメッカー）
- ZONE-00 シリーズ（白百合大殿）
  - ZONE-00 劇-I section CHERRY
  - ZONE-00 劇-II section KNIGHT
- ツバサ・クロニクル ドラマ&キャラソンアルバム シリーズ（黒鋼）
  - 「王宮のマチネ Chapter.1 〜水上都市コラル〜」
  - 「王宮のマチネ Chapter.2 〜ありえないゴール〜」
  - 「王宮のマチネ Chapter.3 〜言えないセリフ〜」
- 天使禁猟区（サリエル）
- テイルズ オブ レジェンディア voice of character quest1 - 2（エド・カーチス）
- ティンダーリアの種（ユンデ・フェンネル）
- TVアニメ「この素晴らしい世界に祝福を!」サントラ&ドラマCD Vol.1 - 2（荒くれ者、親方[265]）
- V.S UNION（アルバムゲストヴォーカル・闘え!バクサイオー!!!）
- ファンタシースター 〜封じられし記憶〜 ドラマCD&ファンブック（男1）
- ヘイ!ドクター（小田島千昭）
- Missing 呼び声の物語（神野陰之）
- 無限のフロンティアEXCEED×スーパーロボット大戦OG スペシャルドラマCD「無限の扉絵」（レーツェル・ファインシュメッカー）
- Yo-Jin-Bo（門倉紋山）
- ランブルフィッシュ（深条海里）
- ロックマンゼロシリーズ（ファントム）
  - REMASTERED TRACKS ROCKMAN ZERO
  - REMASTERED TRACKS ROCKMAN ZERO Telos
- 勇星戦隊☆ジンレンジャー（ナレーション）[266]（コミックマーケット84とメロンブックスにて販売）

### 吹き替え

#### 映画（吹き替え）
- 狎鴎亭スターダム（テグク〈マ・ドンソク〉[267]）
- 映画 真・三國無双（呂布〈ルイス・クー〉[268]）
- エターナルズ（ギルガメッシュ〈マ・ドンソク〉[269]）
- エネミー・フォース 限界空域（レイ〈ビリー・“スライ”・ウィリアムズ〉）
- オープンハウスへようこそ（クリス）※Netflix版
- 禁じられた遊び（ジョゼフ・ドレ〈リュシアン・ユベール〉[270]）※N.E.M版
- コーチ・カーター（ジェイソン・ライル〈チャニング・テイタム〉）
- ショウタイム（警官）
- ブラック・ダイヤモンド（ブラッド・エンフォーサー）※ソフト版
- フロンティア（トム）
- リベラ・メ（消防士）
- ローラーボール（トーバ）※DVD・ビデオ版
- ワウンズ: 呪われたメッセージ（エリック〈ブラッド・ウィリアム・ヘンケ〉）※Netflix版
- ワンス・アンド・フォーエバー（ウレット）※DVD・ビデオ版

#### ドラマ
- ウルフ教授の科学捜査ファイル（ウルフ・キンテ〈バボー・シーセイ〉[271]）
- クリミナル・マインド6 FBI行動分析課（ドクター）
- DOC あすへのカルテ #15（ニコラ・フォルティ〈フランチェスコ・ヴィラーノ〉）
- パワーレンジャー・S.P.D.（アヌビス・“ドギー”・クルーガー / シャドウレンジャー〈ジョン・チュイ〉）
- パワーレンジャー・ミスティックフォース（ダガロン / ソラリスナイト〈ジョン・チュイ〉）
- メンタリスト2 #5（ジェブ・ハース）
- ONE PIECE（2023年、パティ）

#### アニメ
- アニマトリックス（モヒカン）
- ジャスティス・リーグ（ブレイニアック）
- スーパーマン（ブレイニアック）
- スパイダーマン:スパイダーバース（アーロン・デイヴィス / プロウラー[272]、アース67のスパイダーマン）
- トランスフォーマーシリーズ
  - 超ロボット生命体 トランスフォーマー プライム（ボーゲル）
  - トランスフォーマー アドベンチャー（グランドパウンダー）
  - トランスフォーマー サイバーバース（グリムロック[273]）
  - トランスフォーマー:ウォー・フォー・サイバトロン:アースライズ
  - トランスフォーマー アーススパーク（ショックウェーブ[274]）
  - トランスフォーマー/ONE（ダークウィング[275]）
- 攻略うぉんてっど!〜異世界救います!?〜（2023年、魔王トロン）
- バットマン:ブレイブ&ボールド（ブワナ・ビースト）

#### 人形劇
- きかんしゃトーマス（ローリー3兄弟〈ローリー1〉、トーマスの機関士）
- ユリーカのお城

### 特撮
1996年
- ビーファイターカブト（1996年 - 1997年、猛毒鎧将デスコーピオンの声）

1999年
- 救急戦隊ゴーゴーファイブ 激突!新たなる超戦士（獣魔王ゴルモアの声）

2000年
- 未来戦隊タイムレンジャー（ナボコフの声、マスターハンターの声）
- 仮面ライダークウガ 超ひみつビデオ 仮面ライダークウガVS剛力怪人ゴ・ジイノ・ダ（ゴ・ジイノ・ダの声）

2001年
- 百獣戦隊ガオレンジャー（2001年 - 2002年、シュテンの声）

2002年
- ウルトラマンコスモス（怪獣狩人ノワール星人の声、ウルトラマンコスモスの声、ウルトラマンレジェンドの声） - 3作品

2003年
- 爆竜戦隊アバレンジャー（バクダンデライオンの声）

2004年
- 特捜戦隊デカレンジャー（2004年 - 2006年、ドギー・クルーガー / デカマスターの声） - 1シリーズ + 3作品
- ウルトラマンネクサス（ダークファウストの声）

2005年
- 魔法戦隊マジレンジャー（冥府神五武神イフリートの声）

2006年
- ウルトラマンメビウス（サーベル暴君マグマ星人の声）

2007年
- 仮面ライダー電王（クラーケンイマジンの声）
- 獣拳戦隊ゲキレンジャー（ドロウの声）

2008年
- 炎神戦隊ゴーオンジャー（エンジンバンキの声）

2009年
- 仮面ライダーディケイド（シュバリアンの声、仮面ライダー1号の声） - 3作品
- 侍戦隊シンケンジャー（アヤカシ・ハッポウズの声）

2010年
- 仮面ライダー 恐怖の地球温暖化計画（仮面ライダー1号の声）
- 天装戦隊ゴセイジャー（衛星のターゲイトの声）

2011年
- 仮面ライダー×仮面ライダー フォーゼ&オーズ MOVIE大戦MEGA MAX（仮面ライダー1号の声）
- 海賊戦隊ゴーカイジャー（2011年 - 2012年、ドギー・クルーガーの声）
- ゴーカイジャー ゴセイジャー スーパー戦隊199ヒーロー大決戦（デカマスターの声）

2012年
- 仮面ライダー×スーパー戦隊 スーパーヒーロー大戦 / ネット版（仮面ライダー1号の声、デカレッドの声 他） - 2作品

2013年
- 仮面ライダー×スーパー戦隊×宇宙刑事 スーパーヒーロー大戦Z / ネット版（仮面ライダー1号の声、デカレッドの声、シュバリアンの声、黒十字王の声 他） - 2作品
- 獣電戦隊キョウリュウジャー（デーボ・キビシーデスの声）

2014年
- 平成ライダー対昭和ライダー 仮面ライダー大戦 feat.スーパー戦隊 / 春休み合体スペシャル（仮面ライダーJの声、タイガーロイドの声、オルフェノクの声、仮面ライダー1号の声） - 2作品

2015年
- 手裏剣戦隊ニンニンジャー / アカニンジャーVSスターニンジャー 百忍バトル!（妖怪カマイタチの声） - 2作品
- スーパーヒーロー大戦GP 仮面ライダー3号（仮面ライダー1号の声 他）
- 特捜戦隊デカレンジャー 10 YEARS AFTER（ドギー・クルーガーの声）
- 仮面ライダーゴースト（2015年 - 2016年、青竜刀眼魔の声、仮面ライダー1号の声）

2016年
- 仮面ライダーエグゼイド（リボルバグスターの声）

2017年
- 宇宙戦隊キュウレンジャー（ドギー・クルーガーの声、遊園地の客、デカブルーの声、デカブレイクの声）
- ガールズ・イン・トラブル スペーススクワッド EPISODE ZERO（ドギー・クルーガーの声）
- 帰ってきた動物戦隊ジュウオウジャー お命頂戴!地球王者決定戦（実況）
- 獣電戦隊キョウリュウジャーブレイブ（ホムラスの声）
- スペース・スクワッド ギャバンVSデカレンジャー（ドギー・クルーガーの声）

2018年
- 快盗戦隊ルパンレンジャーVS警察戦隊パトレンジャー（ケルベーロ・ガンガンの声）

2019年
- 4週連続スペシャル スーパー戦隊最強バトル!!（ドギー・クルーガー / デカマスターの声）
- 騎士竜戦隊リュウソウジャー / 劇場版（ガチレウスの声） - 1シリーズ + 1作品
- ネコ戦隊びたたま（ニャオウ様の声）

2020年
- 魔進戦隊キラメイジャー（2020年 - 2021年、魔進ハコブーの声）

2021年
- グリッドナイトファイト（アレクシス・ケリヴの声）
- セイバー+ゼンカイジャー スーパーヒーロー戦記（ドギー・クルーガーの声）
- TTFC産直シアター 仮面ライダーセイバー（仮面ライダー1号の声）

2023年
- 王様戦隊キングオージャー（2023年 - 2024年、スジ）

2024年
- 特捜戦隊デカレンジャーwithトンボオージャー（ドギー・クルーガーの声）
- 特捜戦隊デカレンジャー 20th ファイヤーボール・ブースター（ドギー・クルーガーの声）
- 王様戦隊キングオージャー IN SPACE（ドギー・クルーガーの声）

### テレビドラマ
- トクサツガガガ（2019年） - カラオケ怪人の声

### テレビ番組
- あの歌がきこえる（NHK）
- 最強格闘技・戦極G!（テレビ東京 / ナレーション）
- 脳内エステ IQサプリ（フジテレビ / ナレーション） - 番組レギュラーを模したSDキャラクターが登場する場合、石塚英彦を模したキャラクターの声を担当するケースが多い。また、中尾彬を模したキャラクターの声をものまね風に演じた際は、解答者から「似てる」との声が上がった。
- THE世界遺産（TBS / 声の出演）
- 超潜入!リアルスコープハイパー（フジテレビ / 声の出演）
- カスペ!・世界を騒がせた大事件 ニュースの本人直撃SP（フジテレビ / 声の出演）
- あなたの知るかもしれない世界（フジテレビ / 声の出演）
- 爆報! THE フライデー（TBS / 声の出演）
- ぼくらはマンガで強くなった「誰だってヒーローになれる!キン肉マン」（NHK BS1 / バッファローマン[295]）
- Let's天才てれびくん（NHK教育 / てんぐ様 役）
- 炎の体育会TV（TBS / 声の出演）
- 映画「プロメア」公開記念SP（フジテレビ）

### 映画
- 踊る大捜査線 THE MOVIE（1998年）
- BLEACH SOUL SONIC 2005 "夏"
- 破裏拳ポリマー（ナレーション）

### ラジオ
- 稲田徹の俺=モンモン パワフルラジオ（インターネットラジオ）
- ツバサ・クロニクル 由依&美香のぷり☆すて（ネットラジオ）
- ぷり☆すて RETURN（ネットラジオ）
- ラジオドラマ・エメラルドドラゴン（男）
- 喰霊-零-超自然災害ラジオ対策室 第32・33回放送（ゲスト）
- スパロボOGネットラジオ うますぎWAVE 第125回放送（ゲスト）
- JOJOraDIO 第7・8回配信（ゲスト）

### ラジオドラマ
- TVアニメ「ビッグオーダー」後日談的オリジナルオーディオドラマ（柳生十兵衛）
- 花の慶次（2012年、結城秀康）

### 朗読CD
- ラジオCD 立ち上がれ!僕らのヴァンガード Vol.7（ゲスト）

### CM
- ハイパーレスキュー3号(II型)（ヤッシー隊員）
- バンダイ デカマスター変身シリーズ（2004年）
- GUILTY GEAR XX / -SLASH-（2006年）
- ダイワハウス、ダイワリビング「D-room『仮面ライダー』篇」（2012年）（仮面ライダー1号の声）
- 呉工業、KURE 5-56「『ライダーと少年』篇、『パパシャッター』篇」（2017年）（仮面ライダー1号の声）

### 舞台
- 劇団大富豪第5回公演 「ETERNAL BLUE」（2008年9月25日 - 28日、浅草橋アドリブ小劇場）
- 劇団大富豪番外公演 「カレッジ・オブ・ザ・ウインド」（2009年8月27日 - 30日、浅草橋アドリブ小劇場）
- 劇団大富豪特別公演 「Cage.」（2010年3月24日-28日、中野ザ・ポケット）
- カプセル兵団 「超鋼祈願ササヅカイン〜暗黒のイノセント〜」（2011年10月6日 - 10日、笹塚ファクトリー）
- 仮面ライダーフォーゼ スペシャルイベント 天ノ川学園高等学校 春の学園祭スペシャル（2012年5月3日 - 4日、グランドプリンスホテル新高輪） - カメバズーカ 役 他（声の出演）[296]
- カプセル兵団 「超鋼祈願ササヅカインー新たなる脅威ー」（2013年7月11日 - 15日、笹塚ファクトリー）
- カプセル兵団 「男ばかりの会話劇第2弾！『ダークナイトライジング』カプセル兵団EX公演」（2014年2月13日 - 18日、ワーサルシアター八幡山劇場）
- 劇団東京都鈴木区 朗読文化協会 第1回講演「朗読劇 キミが、No.1」（2016年10月8日-9日、座高円寺2） - サイバー先輩 役
- 2.5次元プロレス『夢幻大戦』（2017年11月27日、新宿FACE） - 鬼 役（声の出演）
- 劇団ヘロヘロQカムパニー「無限の住人 完結編」（2018年5月13日 - 22日、全労済ホール / スペース・ゼロ） - 荒篠獅子也 役
- まっする5〜必殺技はもう決まらない〜（2021年9月1日、後楽園ホール)[297]
- 劇団ヘロヘロQカムパニー「立て！マジンガーZ!!」（2022年11月25日、こくみん共済 coop ホール / スペース・ゼロ） - 日替わりゲスト[298]
- メタファー:リファンタジオ リーディングライブステージ（2025年11月15日・16日〈予定〉、KAAT神奈川芸術劇場） - グライアス 役[299]

### パチンコ
- ぱちんこキン肉マン 夢の超人タッグ編（ネプチューンマン）
- CRぱちんこ仮面ライダーV3（仮面ライダー1号）
- CRぱちんこ仮面ライダー フルスロットル（仮面ライダー1号）
- パチンコCRワシズ 閻魔の闘牌 - 挿入歌「狂宴」を担当[300]。

### 玩具
- 特捜戦隊デカレンジャー SPライセンス（2017年10月）
- 特捜戦隊デカレンジャー マスターライセンス（2017年12月）
- 特捜戦隊デカレンジャー ディーソードベガ -MEMORIAL EDITION-（2024年8月）
- 特捜戦隊デカレンジャー マスターライセンス -MEMORIAL EDITION-（2025年2月）
- ウルトラマンネクサス ウルトラレプリカ ダークエボルバー（2025年11月）

### その他コンテンツ
- 電撃文庫『幼なじみが絶対に負けないラブコメ』PV（2019年、ナレーション[301]）
- 『WRESTLE UNIVERSE』CM（2020年、ナレーション）
- 燈の守り人～幻想夜話～（ボイスドラマ）（2022年、水ノ子島灯台[302]）
- 燈の守り人 灯台音声ガイド 大分県佐伯市 水ノ子島灯台（2022年、音声ガイド）[302]

## ディスコグラフィ

### キャラクターソング
| 発売日   | 商品名                                                                                            | 歌                                                           | 楽曲                                   | 備考                                               |
| 2005年   | 2005年                                                                                            | 2005年                                                       | 2005年                                 | 2005年                                             |
| -------- | ------------------------------------------------------------------------------------------------- | ------------------------------------------------------------ | -------------------------------------- | -------------------------------------------------- |
| 12月16日 | ツバサ・クロニクル ドラマ&キャラソンアルバム「Chapter.1 〜水上都市コラル〜」                      | 黒鋼（稲田徹）                                               | 「斬光」                               | テレビアニメ『ツバサ・クロニクル』関連曲           |
| 2009年   |                                                                                                   |                                                              |                                        |                                                    |
| 5月27日  | 喰霊-零-キャラクターソング Vol.4 岩端晃司&ナブー兄弟                                              | 岩端晃司（稲田徹）、ナブー兄弟（若本規夫）                   | 「Alarm:Entry」 「対策ール・ララバイ」 | テレビアニメ『喰霊-零-』関連曲                     |
| 12月9日  | 俺たちに翼はない ドラマCD 2nd season イメージソングアルバム                                       | 伊丹伽楼羅（稲田徹）                                         | 「thorn of sword」                     | ドラマCD『俺たちに翼はない』関連曲                 |
| 2010年   |                                                                                                   |                                                              |                                        |                                                    |
| 12月15日 | ブリコン 〜BLEACH CONCEPT COVERS〜                                                                | 狛村左陣（稲田徹）                                           | 「光のロック」                         | テレビアニメ『BLEACH』関連曲                       |
| 2011年   |                                                                                                   |                                                              |                                        |                                                    |
| 5月25日  | 真・三國無双6 王覇・響歌乱舞                                                                      | 呂布（稲田徹）                                               | 「KING OF DESTROYER」                  | ゲーム『真・三國無双6』関連曲                      |
| 2014年   |                                                                                                   |                                                              |                                        |                                                    |
| 3月5日   | ミンナノナマエヲイレテクダサイ                                                                    | 魔の十四楽団                                                 | 「漢気フルコンボ」                     | テレビアニメ『ディーふらぐ！』関連曲               |
| 2017年   |                                                                                                   |                                                              |                                        |                                                    |
| 3月8日   | TVアニメ『この素晴らしい世界に祝福を!2』キャラクターソングアルバム「十八番尽くしの歌宴に祝杯を!」 | 荒くれ者（稲田徹）                                           | 「酒と泪と男と女」                     | テレビアニメ『この素晴らしい世界に祝福を!2』関連曲 |
| 12月20日 | メリーラァヴ 〜GRANBLUE FANTASY〜                                                                 | クラリス（佐倉綾音）、セン（広橋涼）、ファスティバ（稲田徹） | 「メリーラァヴ」                       | ゲーム『グランブルーファンタジー』関連曲           |
| 12月20日 | メリーラァヴ 〜GRANBLUE FANTASY〜                                                                 | ファスティバ（稲田徹）                                       | 「メリーラァヴ」                       | ゲーム『グランブルーファンタジー』関連曲           |
| 2019年   |                                                                                                   |                                                              |                                        |                                                    |
| 12月18日 | SSSS.GRIDMAN BEST ALBUM                                                                           | アレクシス・ケリヴ（稲田徹）                                 | 「Darken Red Sky」                     | テレビアニメ『SSSS.GRIDMAN』関連曲                 |